# E1cB-eliminatie
De E1cB-eliminatie is een eliminatiereactie, waarbij in de eerste stap H+ wordt afgesplitst en waarbij een carbanion ontstaat. In de tweede stap wordt een leaving group (X−) uitgestoten, doordat het vrij elektronenpaar van het carbanion wordt gebruikt om een dubbele binding te vormen. De tweede reactiestap is de snelheidsbepalende stap. E1cB betekent eliminatie monomoleculair geconjugeerde base.
Het E1cB-mechanisme kan alleen onder bepaalde voorwaarden verlopen:
- Het carbanion moet goed gestabiliseerd zijn (door bijvoorbeeld elektronenzuigende groepen, zoals een nitril, een nitrogroep of een carbonylgroep). Dit verlaagt de pKa van het te abstraheren proton danig, zodat enerzijds de vorming van het carbanion sneller verloopt en anderzijds de te gebruiken basen minder sterk worden (zeer sterke basen, zoals LDA en kalium-tert-butoxide, zijn relatief duur en vaak ook gevaarlijk in omgang).
- De groep X is een zo slechte leaving group dat als gevolg hiervan het E2-mechanisme niet kan optreden. In deze context is een E1cb-reactie ideaal om een hydroxylgroep (dat een zeer slechte leaving group is) uit te stoten.

De reactiekinetiek van een eliminatiereactie die het E1cB-mechanisme volgt is dezelfde als die van een E2-eliminatie: de reactie is van de tweede orde. Dit hangt samen met de omkeerbaarheid van de vorming van het carbanion. De stap waarin de binding tussen het carbanion en X− verbroken wordt, is echter monomoleculair.